# 中村資綱
中村　資綱（なかむら すけつな）は、鎌倉時代の御家人。別称は資経、藤原資綱。伊達三郎、常陸三郎。官位は兵衛尉、蔵人。

## 経歴
常陸入道念西の三男。
文治5年（1189年）、藤原泰衡追討のため奥州合戦（奥州征伐）に従軍する。初め7月に鎌倉を出発した源頼朝に兄・為重と資綱が名を連ねている。8月に入り父念西と4人の息子（常陸冠者為宗、次郎為重、三郎資綱、四郎為家）は共に前衛として出陣、敵方の最前線基地である信夫郡の石那坂の城砦を攻略して、大将の佐藤基治を生け捕った。この功により、陸奥国伊達郡を賜り、伊達姓を称したという。伊達に移るにあたり、下野国中村（中村城）を資綱が相続しているが間もなく、念西の養子とされる中村朝定が成人すると念西の仕置きに従い朝定が中村城を継いだため、資綱は陸奥国伊達郡梁川に移り住んだ。
建久元年（1190年）、頼朝の上京に従い、鶴岡八幡宮参詣や東大寺供養の上京へも従っている。承久3年（1221年）の承久の乱、「摩免戸の戦い」で上皇軍の山田次郎重忠を破り兵衛尉に任ぜられる。安貞2年（1228年）7月、鎌倉幕府5代将軍・藤原頼嗣が北条義村の屋敷に出掛ける際に従っている。

## 系譜
- 父：伊達朝宗（1129-1199）
- 母：不詳
- 兄弟姉妹
  - 長男：伊佐為宗（?-1221）
  - 次男：伊達宗村（1173?-1251?） - 殖野為重、伊達氏2代当主
  - 三男：中村資綱
  - 四男：伊達為家 - 駿河伊達氏の祖
  - 五男：為行
  - 六男：田手実綱
  - 七男：延厳（僧）
  - 八男：朝基
  - 九男：寺本為保
  - 女子：大進局 - 源頼朝室
- 室：不詳
  - 男子：資光
- 名跡後継者
  - 男子：中村朝定[4]（伊達朝宗養子）